# ショヤハ
ショヤハ (ロシア語: Сёяха)とは、ロシア連邦ヤマロ・ネネツ自治管区ヤマル地区ショヤハ農村居住区域にある村。人口は2,714人（2017年）。